# Фенбой і Чам Чам
Фенбой і Чам Чам (англ. Fanboy & Chum Chum) — мультсеріал, що випускався з 2009 по 2014 рік компанією Frederator Studios для телеканалу Nickelodeon. Всього вийшло 52 епізоди. 

## Сюжет
У мільтсеріалі "Фенбой і Чам Чам" розповідається про двох незвичайних школярів-фантазерів, що живуть й розважаються від душі. Вони обидва – великі шанувальники наукової фантастики, таємниць, загадок і мультиплікації. Їх зовсім божевільна уява не визнає жодних кордонів. Вони створюють свою власну реальність – світ нескінченної фантазії.